# جو وولاکوت
جو وولاکوت (انگلیسی: Joe Wollacott؛ زادهٔ ۸ سپتامبر ۱۹۹۶) بازیکن فوتبال اهل بریتانیا است.
از باشگاه‌هایی که در آن بازی کرده‌است می‌توان به باشگاه فوتبال فارست گرین راورز اشاره کرد.
وی همچنین در تیم ملی فوتبال غنا بازی کرده‌است.